# NGC 1886
NGC 1886 је спирална галаксија у сазвежђу Зец која се налази на NGC листи објеката дубоког неба.
Деклинација објекта је - 23° 48' 36" а ректасцензија 5h 21m 48,2s. Привидна величина (магнитуда) објекта NGC 1886 износи 12,8 а фотографска магнитуда 13,6. Налази се на удаљености од 27,647 милиона парсека од Сунца. NGC 1886 је још познат и под ознакама ESO 487-2, MCG -4-13-13, FGCE 485, AM 0519-235, IRAS 05197-2351, PGC 17174.